# Mohamed Khaddi
Mohamed Khaddi, né le 21 mars 1947 à Salé et mort a Rabat le 2 septembre 2019,, est un acteur de cinéma et de théâtre, réalisateur et dramaturge marocain. Il a été membre de la troupe du théâtre national Mohammed-V.

## Biographie

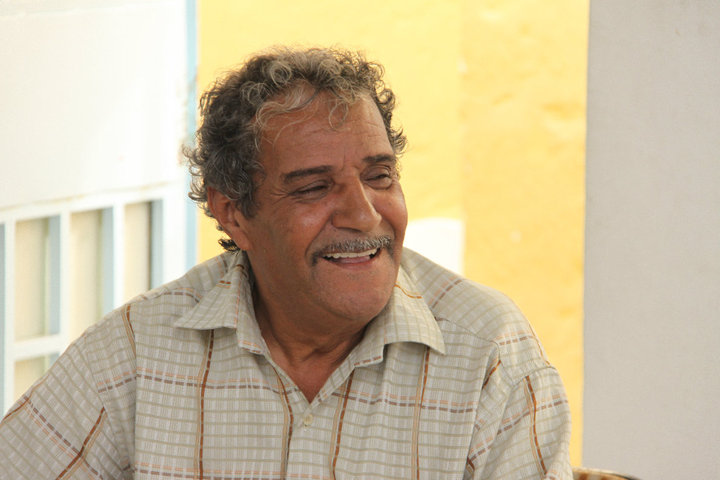
Mohamed Khaddi.

Né à Salé (Maroc) le 21 mars 1947, Mohamed Khaddi a étudié l'art dramatique à l'Institut supérieur d'art dramatique et d'animation culturelle à Rabat. Il a également fait différents stages au Centre marocain de recherches dramatiques, sous la direction de René Lefourgue (directeur de la Mission culturelle française à Rabat).
Il est membre des deux troupes théâtrales nationales marocaines : le théâtre marocain “Al Maâmora”  et la troupe du théâtre national Mohammed-V,.
Puis il prend la direction la troupe théâtrale d’aujourd’hui et de demain (Masrah lyaoum wa el ghade) de Salé.
Il meurt le 2 septembre 2019 et est inhumé au cimetière Sidi Belabbès de Salé.

## Filmographie
Cinéma
- 1975 : Le Message, avec Anthony Quinn
- 1987 : Tuer n'est pas jouer
- 1993 : Mr. Jones, avec Richard Gere
- 1997 : David
- 2003 : Salomon
- 2005 : Printemps d’Andalous, en Syrie
- 2007 : Elle est diabétique et hypertendue et elle refuse de crever, d'Hakim Noury

Télévision
Mohamed Khaddi joue dans plus de 10 séries télévisées — dont, en 2015, Dar El Ghezlan (حلقات دار الغزلان) diffusée sur la chaîne Al Aoula et qui a eu une forte audience — et 20 téléfilms, entre les années 1970 et nos jours.

## Théâtre
Mohamed Khaddi joue dans plus de 80 pièces de théâtre, comiques, tragiques et mélodramatiques, dans des œuvres marocaines et internationales.
Il dirige la troupe Théâtre d'aujourd'hui et de demain (Masrah lyaoum wa el ghade), basée dans la ville de Salé.

## Radio
Mohamed Khaddi s’exprime dans plus de 10 feuilletons radiophoniques.

## Dramaturge
Mohamed Khaddi signe 5 pièces de théâtre, 4 téléfilms et un feuilleton radio.

### Articles de presse
- Samir El Mellali, « Mohamed Khaddi : “La veille de la première représentation théâtrale, en 1966, je n'ai pas pu fermer l’œil durant toute la nuit !” », La Gazette du Maroc, Casablanca,‎ 31 juillet 2007 (lire en ligne)
- Mohamed Nait Youssef, « Une pièce exceptionnelle dans le théâtre national : “A titre d’exemple” du réalisateur Khaddi », Al Bayane, Casablanca,‎ 23 décembre 2013 (lire en ligne)